# Pulo (Ciruas)
Pulo is een bestuurslaag in het regentschap Serang van de provincie Banten, Indonesië. Pulo telt 4921 inwoners (volkstelling 2010).